# Archive for Rational Mechanics and Analysis
O Archive for Rational Mechanics and Analysis (ARMA) é uma revista científica dedicada à pesquisas em mecânica como ciência matemática dedutiva. Seus atuais editores-chefes são Felix Otto e Vladimir Sverak. O ARMA foi fundado em 1956 por Clifford Truesdell quando ele deixou a Universidade de Indiana e estabeleceu-se na Universidade Johns Hopkins, perdendo o controle de uma revista similar fundada por ele alguns anos antes, o Journal of Rational Mechanics and Analysis (atualmente Indiana University Mathematics Journal).
Gianfranco Capriz reporta que o idealismo matemático e o rigor redatorial de Truesdell caracterizaram a nova revista com elevada reputação.
James Serrin, um dos editores posteriores do ARMA, acrescenta que a publicação tornou-se centro de um renascimento da mecânica como disciplina acadêmica, e que na época da aposentadoria de Truesdell como editor, em 1989, possuir uma assinatura da revista era "necessário para toda biblioteca científica de destaque" (em inglês:  necessary for every fine scientific library).